# Движение Сопротивления (Германия)

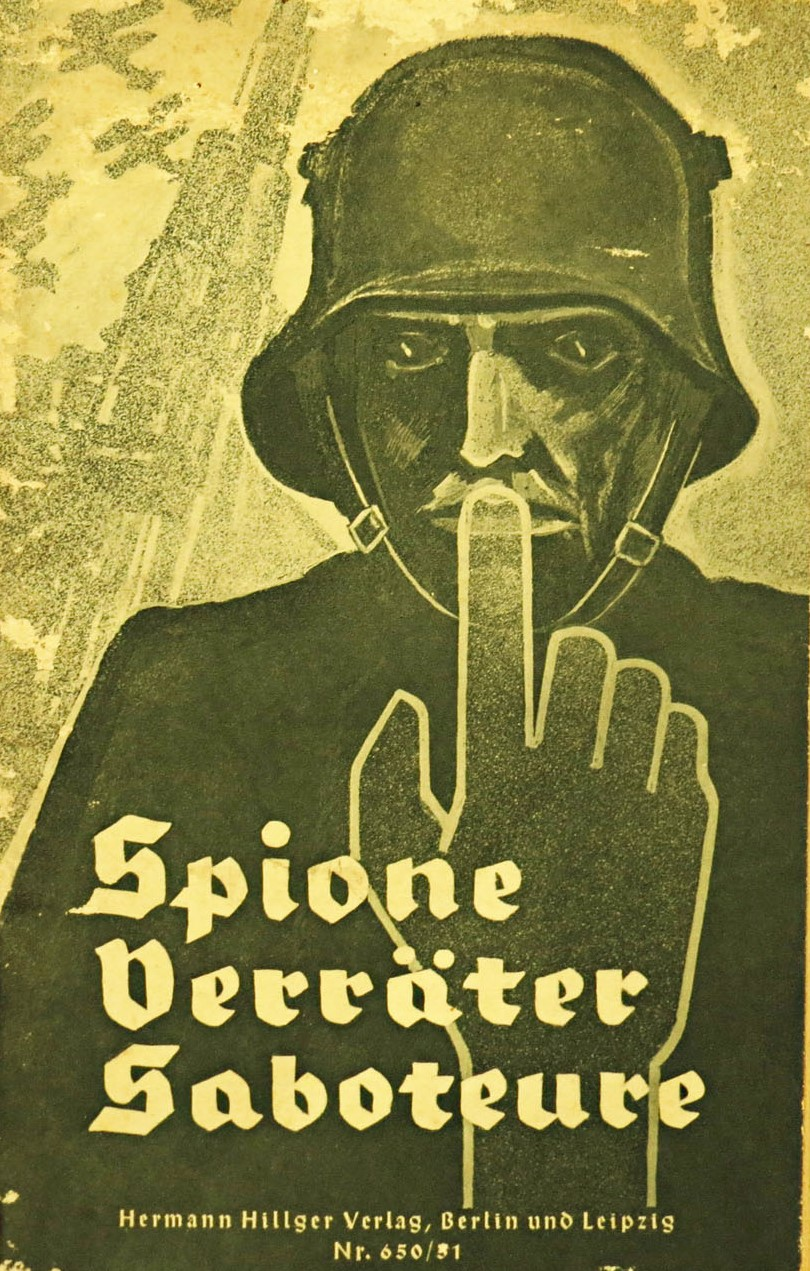
Обложка нацистской пропагандистской брошюры «Шпионы — предатели — диверсанты»

Сопротивление нацизму в Германии (нем. Widerstand gegen den Nationalsozialismus) — различные формы гражданского неповиновения, оппозиции, вооружённого сопротивления нацистскому государству в Германии, включавшие в себя различные действия: от попыток убийства Адольфа Гитлера или свержения его режима, перехода на сторону врагов Третьего Рейха и саботажа против армии государства и аппарата репрессий и попыток организации вооружённой борьбы до открытых протестов, укрывания преследуемых режимом лиц, в том числе евреев, инакомыслия и «повседневного сопротивления» требованиям со стороны тоталитарного государства. Основными формами неповиновения и политическими движениями были:
- Заговорщики в армии и Министерстве иностранных дел. Они планировали осуществить государственный переворот начиная с 1938 года и затем организовали два покушения на убийство Гитлера в 1943 и 1944 годах. Последнее покушение было соединено с попыткой государственного переворота➤.
- Подпольные группы в Германии: коммунистические, социалистические и социал-демократические группы, пытавшиеся устроить массовое восстание, опираясь на рабочих, «остарбайтеров» и военнопленных; также молодёжные группы и группы священнослужителей лютеранской и католической церквей➤.
- Немцы, помогавшие евреям спастись от Холокоста (таких известно 659[2]), а также этнические немцы — супруги и близкие евреев, которых намеревались отправить в концентрационные лагеря. В 1943 году они устроили демонстрацию на Розенштрассе в Берлине и добились освобождения своих родственников.
- Попытки индивидуального сопротивления различными методами со стороны немцев, не входивших в какие-либо группы, пытавшихся действовать самостоятельно различными методами: например, Георг Эльзер совершил неудачное покушение на лидеров НСДАП, в то время как Отто и Элиза Хампели оставляли антиправительственные открытки в различных местах.
- Дезертиры из войск Третьего Рейха и военнослужащие, переходившие на сторону Антигитлеровской коалиции и Сопротивления в других странах, в 1943 году оформились как Движение «Свободная Германия»[нем.] и вели организованную военно-политическую деятельность: Национальный комитет «Свободная Германия», сформированный из членов немецкой компартии и военнопленных в СССР, занимался сперва пропагандой и психологической войной, позже помогал советским военным создавать из военнопленных диверсионно-разведывательные группы, и пытался организовать партизанское движение в Германии; организации движения в оккупированных Греции и Франции также принимали участие в вооружённой борьбе➤.

## Заговорщики в армии и министерстве иностранных дел

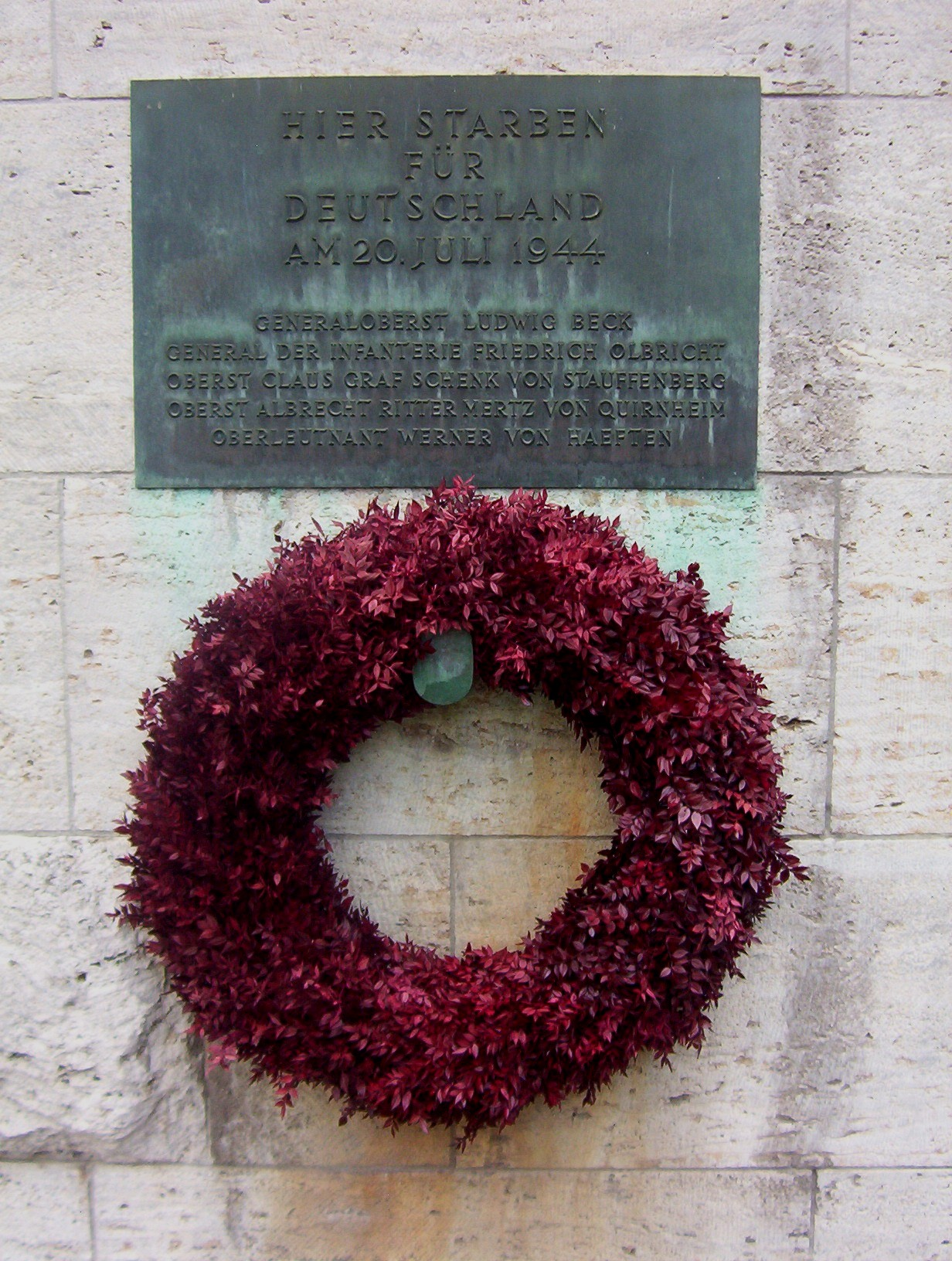
Мемориал заговора 20 июля

### Первый заговор
Ключевой фигурой в организации заговора в армии был подполковник Ханс Остер, один из старших офицеров абвера. Ему покровительствовал начальник абвера адмирал Вильгельм Канарис. Остер стал убеждённым противником нацистов ещё в 1934 году. В 1936 году он и его единомышленник Ханс-Бернд Гизевиус из министерства внутренних дел пришли к выводу о необходимости уничтожения режима путём военного переворота и, если это необходимо, убийства Гитлера.
В 1938 году к ним примкнул начальник генерального штаба вермахта генерал Людвиг Бек. В мае 1938 года стало ясно, что Гитлер готов оказаться в состоянии войны с Чехословакией. Это означало вероятность войны с Великобританией, Францией и, возможно, с Советским Союзом.
Бек заявил о том, что он считает войну с Великобританией и Францией из-за Чехословакии недопустимой, и ушёл в отставку. Гитлер заменил его на посту начальника генерального штаба Францем Гальдером. Однако Гальдер разделял взгляды Бека.
Остер, Гизевиус и глава Рейхсбанка Ялмар Шахт убеждали Гальдера и Бека немедленно организовать военный переворот, но Гальдер и Бек указывали им на то, что они смогут привлечь для этого сторонников среди офицеров, только если война станет неизбежной. Тем не менее, Гальдер попросил Остера разработать планы переворота. В эти планы были посвящены Канарис и Вейтзекер. О них знал также командующий вермахта генерал Вальтер фон Браухич. Он сказал Гальдеру, что не одобряет переворот, однако не донёс о заговоре.
Планы переворота предполагали, что когда Гальдер получит приказ о вторжении в Чехословакию, он отдаст приказ генералу Эрвину фон Вицлебену, командующему берлинским военным округом, занять войсками все важнейшие правительственные здания и центры связи и арестовать всех основных нацистских лидеров, включая Гитлера. Граф Вольф-Генрих фон Хелльдорф, глава полиции Берлина, и его заместитель граф Фриц Дитлоф фон дер Шуленбург должны были оказать содействие в этом. После этого должно было быть создано новое правительство во главе с Беком и Карлом Фридрихом Гёрделером, бывшим бургомистром Лейпцига.
Остер и Гизевиус вместе с Вицлебеном также планировали переворот с участием небольшого отряда добровольцев, который должен был захватить рейхсканцелярию. Оружие для этого отряда выделил Канарис. При этом Остер предполагал, что Гитлер будет убит на месте.
Статс-секретарь барон Эрнст фон Вайцзеккер, связанный с заговорщиками, поручил советнику германского посольства в Лондоне Теодору Кордту встретиться с министром иностранных дел Великобритании лордом Эдуардом Галифаксом. Кордт сообщил Галифаксу о готовящейся агрессии против Чехословакии, разъяснив при этом, что он разговаривает с министром как частное лицо — «посланник определённых политических и военных кругов Берлина».
В то же время сам фон Вайцзеккер предупредил о планах Гитлера верховного комиссара Лиги Наций в Данциге Карла Буркхарда. Вайцзеккер просил Буркхарда использовать всё своё влияние, чтобы побудить Лондон «заговорить с Гитлером недвусмысленным языком». Кроме того, по поручению адмирала Канариса в Англию был отправлен бывший офицер рейхсвера Эвальд Клейст фон Шменцин. В Лондоне фон Шменцину удаётся встретиться с тремя видными политиками Британии — Уинстоном Черчиллем, Дэвидом Ллойд Джорджем и Робертом Ванситартом — и проинформировать их о планируемой Гитлером агрессии. По возвращении в Германию Клейст фон Шменцин передал адмиралу Канарису личное послание от Черчилля. В то же время и с той же целью генерал Гальдер направил в Лондон ещё одного заговорщика — полковника в отставке Ханса фон Тетельбаха.
Гёрделер всё это время почти непрерывно курсировал по маршруту Берлин—Париж—Цюрих—Лондон. В Лондоне Гёрделер беседовал с тем же советником британского министра иностранных дел сэром Робертом Ванситартом, с которым встречался Эвальд Клейст фон Шменцин.
Однако в сентябре 1938 года Великобритания и Франция уступили Гитлеру и подписали Мюнхенское соглашение, позволившее Гитлеру захватить Судетскую область без войны. После этого Гальдер отказался от идеи переворота.

### 1939—1940 годы
В марте 1939 г. Эвальд Клейст фон Шменцин через аккредитованного в Берлине английского журналиста Яна Кольвина передал в Лондон сообщение о том, что Гитлер готовится напасть на Польшу. В эти же дни Карл Гёрделер вместе с Ялмаром Шахтом прибыли в Швейцарию, где они вместе с Хансом Гизевиусом, который теперь служил в абвере и занимал пост вице-консула при немецком генеральном консульстве в Цюрихе, встретились с лицами, близкими к британскому и французскому правительствам, и сообщили им о принятом Гитлером решении.
В июле 1939 г. Гальдер отправил в Лондон Ханса фон Тетельбаха и подполковника графа Ульриха Шверин фон Шваненфельда, офицера генерального штаба. Ханс фон Тетельбах встретился с заместителем военного министра Великобритании, а Ульрих фон Шваненфельд посетил главу британской военно морской разведки Джона Годфри и передал ему, кроме предполагаемых сроков нападения, ещё и совет Гальдера для предотвращения агрессии против Польши направить в Балтийское море эскадру боевых кораблей, перебросить во Францию две дивизии и ввести в кабинет Чемберлена Уинстона Черчилля.
Эрнст фон Вайцзеккер, через Эриха Кордта, предупредил о готовящемся нападении на Польшу Роберта Ванситарта.
В августе 1939 года, понимая что Гитлер собирается напасть на Польшу, и это опять означает войну с Великобританией и Францией, Шахт и Гизевиус снова планировали организовать военный переворот с помощью Канариса, Гальдера и Браухича. Они даже планировали шантажировать Гальдера и Браухича тем, что если они не устроят переворот, то гестапо будет сообщено об их причастности к заговору 1938 года.
Однако из этих планов ничего не вышло, и 1 сентября 1939 года началась война с Польшей. Великобритания и Франция объявили войну Германии, однако вели «странную войну», не предпринимая каких-либо активных действий. После разгрома Польши в октябре 1939 года Гитлер приказал готовить удар по Франции через Нидерланды и Бельгию. В связи с этим Канарис и заместитель начальника генштаба первый обер-квартирмейстер генерал Карл Генрих фон Штюльпнагель снова попытались уговорить Гальдера устроить военный переворот. Гальдер сначала дал согласие, но затем отказался.
Остер попытался также связаться с Великобританией и Францией, чтобы получить от них гарантии почётного мира для Германии после свержения Гитлера. Для этой цели в Рим был послан адвокат Йозеф Мюллер-Оксензепп, связанный с католической церковью. После приезда в Рим через секретаря римского папы Пия XII, иезуита Роберта Ляйбера, с ведома самого папы Мюллер-Оксензепп установил связь с британским послом в Ватикане Френсисом Д’Арси Осборном. Они вели тайные переговоры и даже составили проект мирного соглашения, которое может быть заключено между Германией и Великобританией в случае, если Гитлер будет устранён. Этот документ, отпечатанный на гербовой бумаге Ватикана и носящий название «Меморандум X», был доставлен в Берлин и спрятан в одном из секретных сейфов немецкого генерального штаба в Цоссене.
Остер также передавал Гизбертусу Якобу Засу, военному атташе Нидерландов в Германии, информацию о подготовке нападения на Нидерланды. Информация о подготовке нападения на Бельгию была передана Гёрделером в Брюсселе бельгийскому королю и Мюллером-Оксензеппом бельгийскому послу в Риме.

### 1941—1944 годы

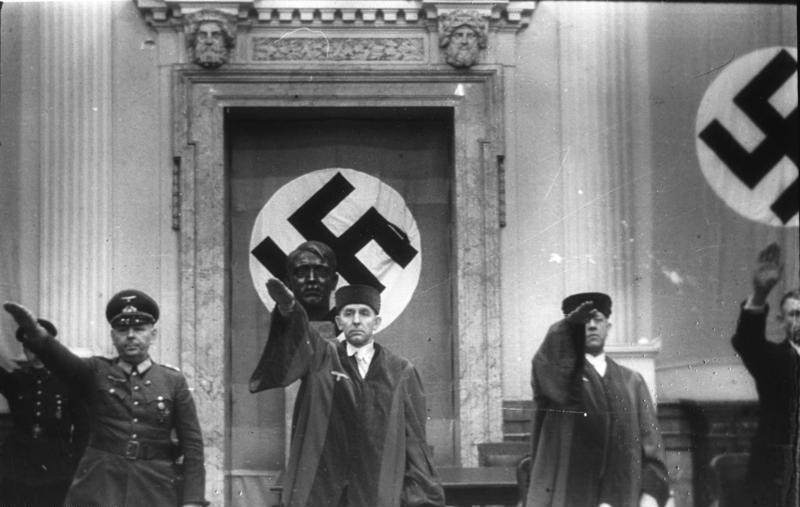
Заседание НСП по делу о заговоре 20 июля 1944. Слева направо: Герман Райнеке, Роланд Фрейслер, Эрнст Лауц

Военные успехи Германии в 1940 году — оккупация Норвегии, Дании, Нидерландов, Бельгии и, наконец, Франции сделали задачу свержения Гитлера ещё более сложной, так как увеличили его поддержку военными. Затем в 1941 году последовало нападение на Советский Союз и победы над Красной Армией вплоть до поражения под Москвой. В этот период участие элиты германского общества в сопротивлении ограничивалось так называемым «кружком Крейсау». Это была разнородная по составу группа молодых идеалистов-интеллигентов, объединившихся вокруг графа Хельмута Джеймса фон Мольтке, адвоката по профессии, служившего в юридическом отделе абвера, и графа Петера Йорка фон Вартенбурга. С ними поддерживал связь Гёрделер. Названный позднее гестапо по названию имения Мольтке в Крейсау (Силезия), кружок стал не столько конспиративной ячейкой, сколько дискуссионным клубом. В его состав входили два иезуитских священника, два лютеранских пастора, консерваторы и либералы, социал-демократы Юлиус Лебер и Адольф Рейхвейн, богатые землевладельцы, бывшие профсоюзные лидеры, профессора и дипломаты. Несмотря на различия в происхождении и убеждениях, они смогли выработать общую широкую платформу для создания будущего посленацистского правительства и экономических, социальных и духовных основ новой Германии.
В 1941 году появилась группа заговорщиков во главе с полковником Хеннингом фон Тресковом, племянником фельдмаршала Федора фон Бока, командующего Группой армий «Центр» на советском фронте, работавшим под началом дяди в штабе группы. В ноябре 1942 года лейтенант Фабиан фон Шлабрендорф, член группы Трескова, привёз Гёрделера в Смоленск на встречу с новым командующим группой армий «Центр» фельдмаршалом Хансом Гюнтером фон Клюге. Клюге согласился принять участие в заговоре, но через несколько дней написал генералу Беку в Берлин, чтобы на него не рассчитывали.
В мае 1942 года Ганс Шенфельд, член отдела внешних сношений немецкой евангелической церкви, и пастор Дитрих Бонхёффер, видный церковный деятель и активный заговорщик, встретились в Стокгольме с Джорджем Беллом, англиканским епископом. Они проинформировали епископа о планах заговорщиков и поинтересовались, готовы ли западные союзники заключить достойный мир с нацистским правительством после свержения Гитлера. Они просили дать им ответ либо в частном послании, либо в публичном выступлении. Чтобы создать у епископа впечатление, что заговор против Гитлера подготовлен серьёзно, Бонхёффер передал ему список имён руководителей заговора. Епископ Белл незамедлительно передал информацию о заговоре Антони Идену, однако ответа англичан не последовало.
Контакты немецкого подполья с союзниками в Швейцарии осуществлялись в основном через Аллена Даллеса, резидента Управления стратегических служб США. С ним встречался Гизевиус.

#### Покушение в Смоленске («Вспышка»)
В феврале 1943 года Гёрделер сообщил шведскому бизнесмену Якобу Валленбергу, что заговорщики подготовили план переворота, намеченного на март. Операцию, получившую название «Вспышка», разработали в течение января — февраля генералы Фридрих Ольбрихт, начальник общего управления сухопутных войск, и фон Тресков. Ольбрихт лишь незадолго до этого присоединился к заговору, но в силу своего нового назначения быстро занял в нём ключевое место. Как заместитель генерала Фридриха Фромма, командующего армией резерва, он имел возможность использовать гарнизоны в Берлине и других городах рейха в интересах заговорщиков.
План заговорщиков состоял в том, чтобы заманить Гитлера в штаб группы армий «Центр» в Смоленске и там покончить с ним. Это должно было стать сигналом для переворота в Берлине. Тресков уговорил своего старого друга генерала Шмундта, адъютанта Гитлера, убедить фюрера приехать в Смоленск. Сам Шмундт ничего не знал о заговоре. Фюрер некоторое время колебался, несколько раз отменял поездку, пока, наконец, не дал твёрдого согласия прибыть в Смоленск 13 марта 1943 года.
Тем временем Тресков энергично принялся убеждать Клюге взять в свои руки операцию по устранению Гитлера. Он убеждал фельдмаршала приказать подполковнику барону фон Бёзелагеру, который командовал кавалерийским подразделением при штабе, использовать это подразделение для ликвидации Гитлера и его личной охраны, как только они прибудут в Смоленск. Бёзелагер был на это согласен, но чтобы начать действовать, ему требовалось получить приказ от Клюге. Однако колеблющийся командующий не смог заставить себя отдать этот приказ.
Поэтому Тресков и Шлабрендорф решили взять всё в свои руки и поместить мину замедленного действия в самолёт Гитлера перед обратным вылетом. «Сходство с несчастным случаем, — объяснял позднее Шлабрендорф, — позволило бы избежать политических издержек убийства. Ибо в то время у Гитлера было ещё много последователей, которые после такого события могли оказать сильное противодействие нашему мятежу». В распоряжении абвера имелось несколько английских мин замедленного действия, которые британские самолёты сбрасывали для британских агентов в оккупированной Европе в целях проведения диверсий. Их привёз генерал абвера Эрвин Лахузен, приехавший в Смоленск вместе с Канарисом якобы на совещание офицеров разведки вермахта.
Шлабрендорф замаскировал две мины так, чтобы они походили на две бутылки коньяка. За обедом Тресков спросил полковника Гейнца Брандта из главного штаба сухопутных войск, находившегося в числе сопровождавших Гитлера лиц, не захватит ли тот с собой подарок — две бутылки коньяка для старого друга Трескова генерала Хельмута Штиффа, начальника организационного управления главного командования сухопутных войск. Ничего не подозревавший Брандт сказал, что будет рад исполнить просьбу.
На аэродроме Шлабрендорф запустил механизм замедленного действия и вручил посылку Брандту, который сел в самолёт фюрера. Взрыв, как объяснял Шлабрендорф, должен был произойти примерно через тридцать минут после взлёта. Затем Шлабрендорф позвонил в Берлин и условным сигналом предупредил заговорщиков о том, что операция «Вспышка» началась. Однако самолёт Гитлера благополучно приземлился в ставке в Растенбурге.
Когда Тресков узнал об этом, то он позвонил полковнику Брандту и между прочим поинтересовался, нашлось ли у него время передать свёрток генералу Штиффу. Брандт ответил, что у него ещё руки до этого не дошли. Тогда Тресков попросил его не беспокоиться, поскольку в бутылках не тот коньяк, и заверил, что Шлабрендорф приедет завтра по делам и заодно прихватит поистине отменный коньяк, тот, который он и намеревался послать. Шлабрендорф отправился в ставку Гитлера и обменял пару бутылок коньяка на бомбу, сел поезд на Берлин и, запершись в купе, разобрал бомбу. При этом обнаружилось, что механизм мины сработал: маленькая ампула была раздавлена, жидкость разъела проволочку, боек пробил капсюль, но детонатор не воспламенился.

#### Подготовка убийства Гитлера вЦейхгаусе
Заговорщики решили готовить новое покушение на Гитлера. И вскоре подходящий случай подвернулся. 21 марта 1943 года Гитлер в сопровождении Геринга, Гиммлера и Кейтеля должен был присутствовать в Цейхгаузе в Берлине на поминовении павших героев. Представлялась возможность разделаться не только с фюрером, но и с его ближайшими соратниками.
План заключался в том, что выразивший готовность пожертвовать собой начальник разведки группы армий «Центр» полковник Рудольф-Кристоф фон Герсдорф должен был спрятать в карман шинели две мины замедленного действия, встать во время церемонии как можно ближе к Гитлеру и взорвать фюрера и его окружение.
Вечером 20 марта Герсдорф встретился со Шлабрендорфом в берлинском отеле. Шлабрендорф принёс две мины со взрывателями, установленными на десять минут. Но ввиду низкой температуры в застеклённом дворе Цейхгауза взрыв мог произойти лишь через 15-20 минут. По программе церемонии после произнесения речи Гитлер в течение получаса знакомился на этом же дворе с выставкой русской трофейной техники. Выставка была единственным местом, где полковник мог подойти к Гитлеру достаточно близко, чтобы убить его. Однако Герсдорф в последний момент узнал, что на осмотр экспонатов выставки Гитлером отводится от восьми до десяти минут. Таким образом, осуществить покушение оказалось невозможно, поскольку даже при нормальной температуре требовалось не менее десяти минут, чтобы сработал взрыватель.

#### Аресты
В апреле 1943 года гестапо нанесло серьёзный удар по заговорщикам. Ещё осенью 1942 года мюнхенский предприниматель Вильгельм Шмидтхубер был арестован за контрабандный провоз валюты в Швейцарию. В действительности он был агентом абвера, а деньги, которые он долгое время провозил через границу, поступали группе еврейских беженцев в Швейцарии. Шмидтхубер знал о заговорщиках в абвере и выдал Ганса Донаньи, одного из главных сообщников Остера в абвере, а также сообщил гестапо о переговорах с англичанами. После расследования, продолжавшегося не один месяц, гестапо приступило к действиям. 5 апреля 1943 года Донаньи, Мюллер-Оксензепп и Бонхёффер были арестованы, а Остер, который сумел уничтожить большую часть компрометирующих бумаг, был вынужден уйти в декабре 1943 года в отставку.
Его посадили под домашний арест в Лейпциге. Осенью 1943 года был арестован граф фон Мольтке. Канарис в феврале 1944 года был смещён с должности начальника абвера и до июня 1944 года находился в изоляции в замке Лауенштейн. Сам абвер был слит с разведывательной службой РСХА.

#### План убийства Гитлера вРастенбурге
В сентябре 1943 года была предпринята ещё одна попытка убить Гитлера. Генерал Штифф согласился организовать доставку мины замедленного действия на дневное совещание Гитлера в Растенбурге, но в последний момент струсил.

#### Подготовка убийства Гитлера при показе образцов формы
В ноябре 1943 года была предпринята ещё попытка. Для показа образца новой армейской шинели и предметов снаряжения, которые разрабатывались по приказу Гитлера и которые теперь он хотел увидеть, прежде чем утвердить их для массового пошива, заговорщики выбрали в качестве манекенщика капитана Акселя фон Бусше. Его план состоял в том, чтобы обхватить Гитлера в момент показа и взорвать спрятанные в карманах ручные гранаты.
Однако накануне показа все образцы формы были уничтожены при воздушном налёте и покушение не состоялось. Показ образцов формы был перенесён на декабрь, но фюрер неожиданно выехал на рождественские праздники в Берхтесгаден и покушение вновь не состоялось. Новая демонстрация моделей была назначена на 11 февраля 1944 года и вновь готовилось покушение, но теперь в связи с тем, что Бусше был тяжело ранен на фронте, он был заменён Генрихом фон Клейстом, сыном генерала Клейста. Генрих фон Клейст также был готов пожертвовать собой, однако фюрер по какой-то причине вновь не прибыл на показ образцов формы.

#### План «Валькирия»
Тем временем Ольбрихт предложил Трескову и полковнику графу Клаусу Филлипу Марие Шенку фон Штауффенбергу, офицеру штаба армии резерва, новый проект переворота. Проект опирался на план «Валькирия» по действиям при нарушении управления страной в результате вражеских бомбардировок или восстания иностранных подневольных рабочих. Согласно этому плану (утверждённому самим Гитлером) в случае потери связи с руководством страны резерв сухопутных войск подлежал мобилизации. Ольбрихт предложил немедля после убийства Гитлера ввести «Валькирию» в действие, мобилизовать резерв, разоружить СС и арестовать нацистское руководство.
Штауффенберг и Тресков совместно с Гёрделером, генералами Беком, Вицлебеном и другими разработали документы, содержавшие инструкции командующим войсками военных округов как захватить власть в своих округах, нейтрализовать СС, арестовать нацистское руководство и занять концлагеря. Более того, было подготовлено несколько громких деклараций, с которыми в соответствующий момент заговорщикам предстояло обратиться к вооружённым силам, к немецкому народу, к прессе и радио. Некоторые из них были подписаны Беком в качестве нового главы государства, другие — фельдмаршалом фон Вицлебеном в качестве главнокомандующего вермахтом, а также Гёрделером в качестве нового рейхсканцлера. Планы дополнительно уточнили к концу 1943 года, но в течение многих месяцев мало что делалось для их реализации. Тем временем события развивались.
Было решено убить Гитлера на совещании с военным командованием в ставке в Растенбурге. Временно замещавший Ольбрихта Штауффенберг был приглашён в ставку 26 декабря 1943 года для доклада о подготовке пополнений для фронта. Однако совещание не состоялось, так как Гитлер уехал отмечать Рождество.
В начале мая 1944 года генерал Бек через Гизевиуса в Швейцарии сообщил Даллесу следующий план: немецкие генералы на Западе отводят свои войска в пределы границ Германии после вторжения англо-американских сил, а союзники выбрасывают в районе Берлина три воздушно-десантные дивизии для оказания содействия заговорщикам в захвате столицы, высаживают крупные морские десанты на немецкое побережье в районе Гамбурга и Бремена, а также во Франции. Тем временем антинацистски настроенные немецкие войска захватывают район Мюнхена и окружают Гитлера в его горном убежище в Оберзальцберге. При этом война против Советского Союза будет продолжена. Однако Даллес заявил, что не может быть никакого сепаратного мира с Западом.

#### Контакты с коммунистами и новые аресты
В июне 1944 года заговорщики, вопреки совету Гёрделера и старейших участников заговора, решили установить контакт с коммунистами. Сделано это было по предложению Адольфа Рейхвейна. Против собственной воли Штауффенберг согласился на встречу Лебера и Рейхвейна с руководством коммунистического подполья 22 июня, но одновременно запретил сообщать коммунистам что-либо существенное.
Оказалось, что коммунистам известно достаточно много о заговоре против Гитлера, но хотелось бы узнать больше. Они попросили организовать им встречу с военными руководителями заговора 4 июля. Штауффенберг идти отказался, и Рейхвейну было поручено представлять его на следующей встрече в тот же день. Однако, когда он прибыл на встречу, его самого, а также коммунистов Фраца Якоба и Антона Зефкова немедленно арестовали. Как оказалось, один из участников коммунистической группы был агентом гестапо. На следующий день Лебер был также арестован.
Арест Лебера и Рейхвейна подтолкнул заговорщиков к немедленным действиям.

#### Заговор 20 июля
20 июля 1944 года было совершено самое известное покушение на жизнь Гитлера и попытка государственного переворота. Однако Гитлер выжил и государственный переворот в итоге не удался. Большинство заговорщиков были арестованы и казнены. Но некоторые (Лахузен, Шлабрендоф, Гизевиус, Герсдорф, Филипп фон Бёзелагер) остались живы. Их воспоминания — ценный источник информации о заговоре.

## Другая подпольная деятельность внутри Германии

### Левые и рабочие организации

#### АННФ и БСВ
В марте 1943 года в лагере для советских военнопленных офицеров в Мюнхен-Перлахе был создан формируемый из советских военнопленных и угнанных в Германию советских граждан так называемый Братский союз военнопленных (БСВ), создавший разветвлённую сеть ячеек в лагерях военнопленных и более чем в 20 лагерях «остарбайтеров», а концу 1943 распространивший свою деятельность на всю Южную Германию и Австрию. Своей главной целью БСВ ставил организацию восстания в лагерях военнопленных вокруг Мюнхена с последующим захватом города и развёртывание вооружённой повстанческой борьбы на территории Германии. В качестве тактических мероприятий БСВ предусматривал организацию саботажа, побегов военнопленных, развёртывание пропаганды и налаживание тесного сотрудничества с немецким антифашистским подпольем, в том числе и АННФ.

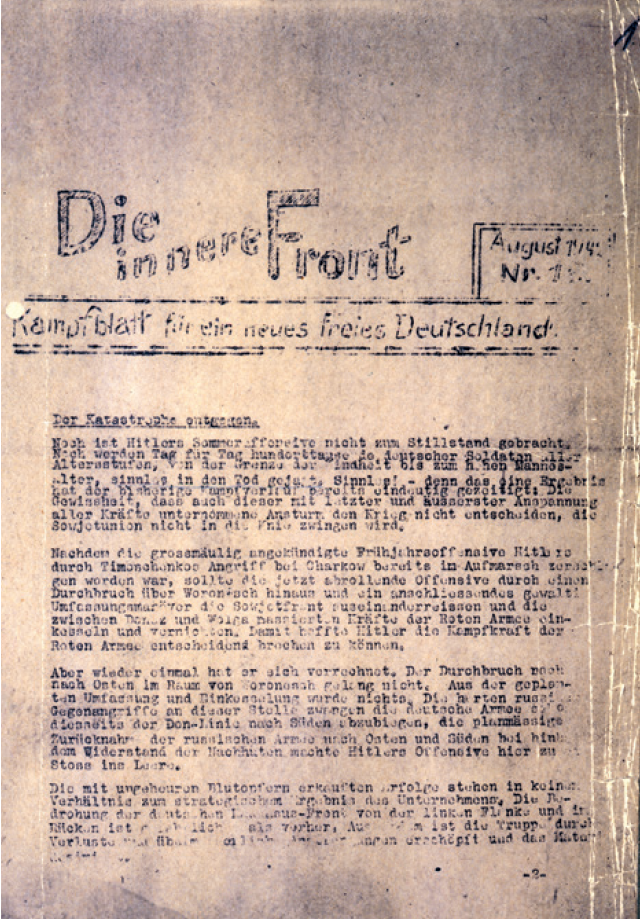
Листовка из серии «Внутренний фронт» (Die Innere Front), подпольно печатавшейся берлинскими коммунистами, №12, август 1943 г.

Одной из крупнейших организаций немецкого Сопротивления стал связанный с БСВ Антифашистский Немецкий Народный Фронт (АННФ, Antinazistische Deutsche Volksfront, ADV: слово Антифашистский в названии используется в русскоязычной историографии, в оригинале — Антинацистский), созданный в конце 1942 года под руководством Коммунистической партии Германии (КПГ) и сторонников Христианско-радикальной рабоче-крестьянской партии; эта организация была одним из примеров организованного сопротивления со стороны рабочего движения в Германии. Деятельность АННФ развернулась во всей Южной Германии. Организация ставила перед собой задачу сплочения всех немцев, готовых бороться всеми средствами против нацистского режима и войны. Распространялись листовки, но члены организации считали, что нельзя свергнуть режим одними листовками и пропагандой, а потому вместе с БСВ готовили восстание. АННФ также установила связь с французскими, польскими, югославскими и английскими военнопленными.
Члены обеих организаций были раскрыты и репрессированы Гестапо (для этого был сформирован специальный отдел), и планы не были осуществлены.

#### Другие организации
Помимо АННФ были и другие организации: например, «Европейский союз», также устанавливавший связи с военнопленными и угнанными в Германию на принудительные работы. Среди наиболее известных групп также были группа Зефкова — Якоба — Бестляйна, «Красный штурмовой отряд» (Der Roter Stoßtrupp), «Начать заново» (Neu Beginnen, она же — Ленинская организация — Leninistische Organisation), «Красные бойцы» (Rote Kämpfer). Помимо этого, в подполье вели работу члены Социалистической рабочей партии Германии и Союза свободных рабочих Германии.

#### Антифашистские комитеты (1945)
В 1945 году, в разных городах Германии незадолго до их оккупации войсками антигитлеровской коалиции или вскоре после сдачи им городов, группы антифашистов иногда формировали так называемые «антифашистские комитеты», на оккупированных территориях они служили временными органами самоуправления. Эти организации имели наиболее сильную социальную базу в промышленных городах, имевших традиции рабочего движения, где их формировали группы Сопротивления, в то время как в маленьких городках и деревнях комитеты формировались уже в условиях оккупации. Комитеты не работали как единая сеть и были разнообразны по идеологическим пристрастиям: в их состав могли входить коммунисты, социал-демократы, прогрессивные христиане и либералы; чаще всего, могли иметь левую окраску. Как правило, они работали на принципах буржуазного парламентаризма и народных фронтов, о необходимости чего говорила КПГ, однако иногда, как например в Майсене, где комитет объявил себя «Советом Народных Комиссаров», комитеты могли позиционировать себя как революционную власть, пришедшую в результате краха германского капитализма; майсенский «совнарком» занялся национализацией средств производства и экспроприацией собственности богатых и перераспределением её в пользу семей рабочих. В большинстве случаев, если комитет был сформирован до сдачи города, комитеты занимались пропагандой, направленной на солдат вермахта и фольксштурма, призывая их сложить оружие без боя, и договаривались с СС и гестапо об освобождении политзаключённых (как в Цвиккау), однако иногда дело доходило и до вооружённой борьбы, как во Флёа, где антифашисты обезоружили полицию, свергли бургомистра, провозгласили себя новой властью и разоружили вермахт.

### Красная капелла
«Красная капелла» (нем. Rote Kapelle, более точный перевод — «Красный оркестр») — общее наименование, присвоенное гестапо самостоятельным группам антинацистского движения Сопротивления и разведывательных сетей, контактировавшим с СССР и действовавшим в европейских странах (Германия, Бельгия, Франция, Швейцария и других) во время Второй мировой войны. Лидерами наиболее известных групп были Арвид Харнак и Харро Шульце-Бойзен в Берлине, Леопольд Треппер в Париже и Брюсселе.

### Молодёжные группы

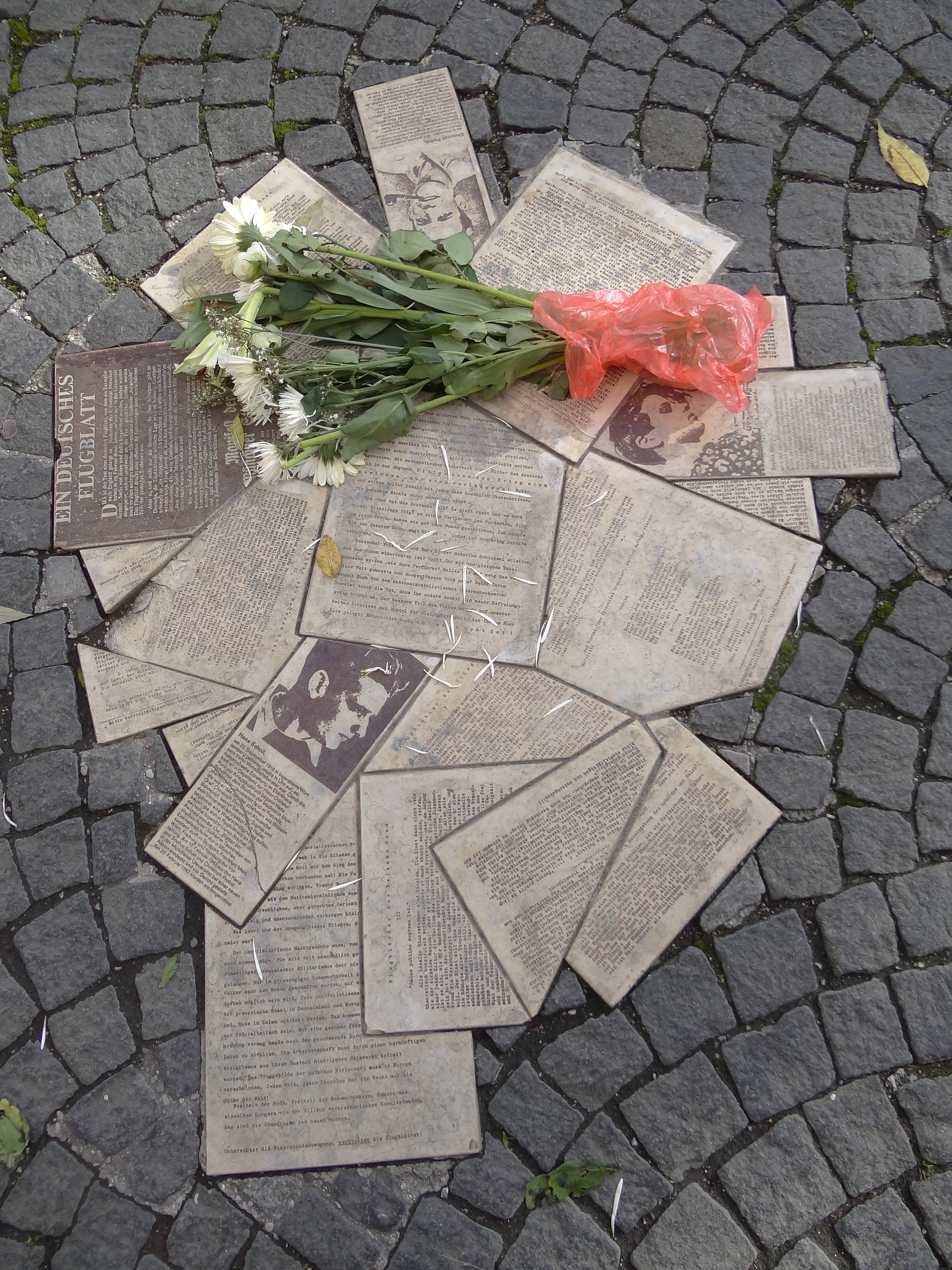
Мемориал «Белой розе» в Мюнхене

Наиболее известными молодёжными группами были «Белая роза» и «Пираты Эдельвейса». Последняя была похожа на Leipzig Meuten («Лейпцигские банды»), группировки детей и подростков, действовавшие в Лейпциге. В 1944 году в Кёльне активно действовала подпольная группа Ганса Штайнбрюка, многие активисты которой были «Пиратами Эдельвейса».

### Христианское сопротивление
Лютеранские священники Дитрих Бонхёффер и Мартин Нимёллер и католический епископ Клеменс фон Гален открыто осуждали политику нацистского режима. Дитрих Бонхёффер затем установил связи с заговорщиками в армии и министерстве иностранных дел. В 1933 году нацистский режим вынудил протестантские церкви Германии слиться в одну Протестантскую Церковь Рейха, которая должна была бы поддерживать нацистскую идеологию. Во главе нового церковного образования оказались активисты движения Немецких христиан, поддерживавших Гитлера ещё до его прихода к власти. Церковная оппозиция была вынуждена уйти в подполье и для координации своих действий создала в сентябре того же года Пасторский Союз (нем. Pfarrernotbund). Этим союзом в 1934 была ратифицирована Барменская декларация, основным автором которой был Карл Барт. Главной мыслью декларации было то, что Церковь в Германии не является средством проведения нацистских идей, а существует только ради проповеди Христа. Так была создана Исповедующая Церковь.

## Дезертирство и переход военнослужащих вермахта на сторону противника

### Неорганизованное дезертирство

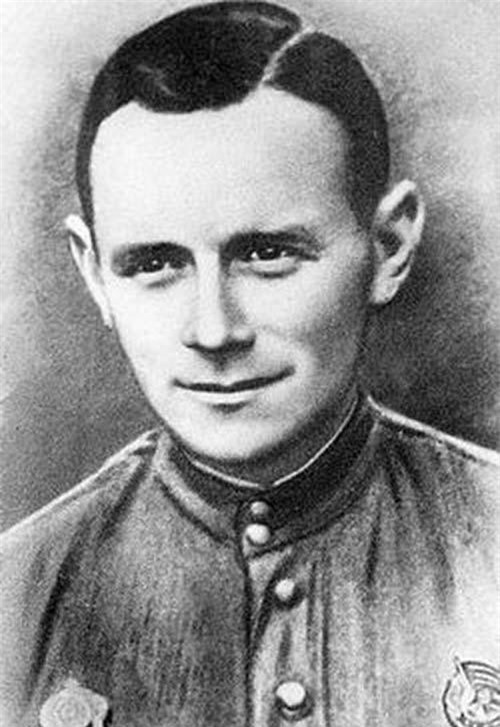
Фриц Шменкель

Сотни тысяч немецких солдат дезертировали из вермахта, некоторые перешли в союзнические вооруженные силы и антифашистские партизанские отряды в странах, оккупированных Третьим Рейхом. Некоторые дезертиры остались в Германии, как, например, партизанский отряд в горах Гарц. В 1944 году было зафиксировано около двухсот тысяч случаев дезертирства. Однако, в отличие от случаев отказа религиозных групп вступать в армию или расстреливать мирных жителей со стороны служащих СС, дезертирство часто было спонтанным и продиктованным ситуацией, а не сознательным решением, и не обязательно указывало на изменение отношения к фашизму и войне; неорганизованные дезертирства и переходы на сторону врагов Третьего Рейха не выливались в коллективные мятежи. Многие из перебежчиков к союзникам и антифашистским партизанам служили в штрафбатальонах и формируемых из преследуемых лиц подразделениях немецкой армии. Из примерно 28 000 «непригодных к военной службе солдат» штрафной дивизии 999 треть были жертвами политических репрессий, и хотя попытки дезертирства и побега карались смертной казнью, многие из служивших в штрафной дивизии 999 перешли на сторону греческих партизан; многие из примерно 800 бывших узников концлагерей, завербованных в бригаде СС Дирлевангера, перешли на сторону Красной Армии в декабре 1944 года.
Несколько сотен немецких военнослужащих добровольно перешли на сторону СССР, но им не доверяли и, как правило, держали в тылу. Исключением был капрал Фриц Шменкель, коммунист, который и до вторжения в СССР оказывался военной тюрьме после того, как был принудительно призван в вермахт в 1938 году. Во время службы в Беларуси в ноябре 1941 года Шменкель дезертировал и присоединился к советским партизанам; в 1943 году он был схвачен нацистами и казнен в 1944 году. В 1964 году ему было посмертно присвоено звание Героя Советского Союза.

### «Свободная Германия»

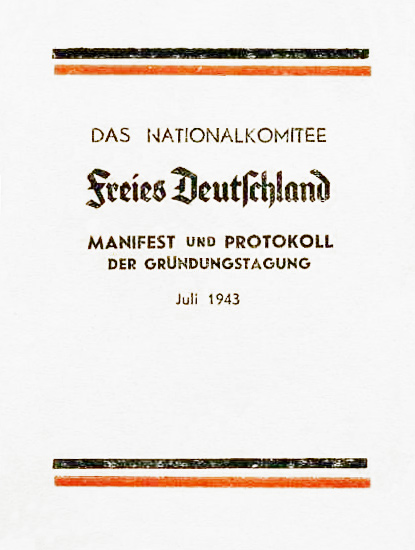
Манифест и протокол учредительного заседания Национального комитета «Свободная Германия»

#### Пропаганда и разложение армии

Символом NKFD был чёрно-бело-красный флаг Германии

В 1943 году по инициативе представителей Коммунистической партии Германии в СССР был создан Национальный комитет «Свободная Германия» (Nationalkomitee Freies Deutschland, NKFD). Несмотря на выдвигаемые генералом Вальтером фон Зейдлиц-Курцбахом инициативы, такие как создание просоветской армии из немецких военнопленных, подчинённой NKFD как правительству в изгнании, руководством СССР деятельность комитета была сперва низведена до пропаганды, разложения армии и психологической войны. Существование этой организации напрягало западных союзников, опасавшихся возможности сепаратного мира СССР с Германией, в том числе и со сформированным из NKFD правительством и, таким образом, отказа от плана общего передела территорий Германии и Европы; кроме того, сам Сталин немцам не доверял. При NKFD имелась Frontorganisation, посредством которой сотрудники организации попадали на фронт и призывали там немецкие войска сложить оружие и вступить в организацию. Генерал Зейдлиц и руководители организации из числа военнопленных лично участвовали только в этой стороне деятельности организации. Такая работа была ограниченной и, очевидно, неспособной свергнуть Гитлера, но давала свои плоды: так, участие NKFD в Корсунь-Шевченковской операции было относительно успешным, и из 18200 сдавшихся в плен каждый третий предъявил листовку-пропуск NKFD, говорившую о добровольном характере сдачи в плен и желании вступить в NKFD. Хотя в Манифесте этой организации говорилось о необходимости свержения нацизма силами самих немцев, работа с гражданским населением Германии была полностью возложена на радиостанцию «Свободная Германия», которая, однако, кроме распространения идей антифашизма давала рекомендации и инструкции по организации партизанского движения, говоря о примерах антифашистского Сопротивления в других странах.

#### Боевые группы в тылу вермахта
Несмотря на ограничения, члены организации надеялись и на большую деятельность, и сталинистское руководство КПГ также не отвергало идеи создания «народных» сил, которые если бы и не подняли массовое восстание против Гитлера, то хотя бы вели партизанскую войну в Германии. С 1943 года при Frontorganisation стали создаваться небольшие вооружённые формирования — Боевые группы (нем. Kampfgruppen) и Партизанские группы (нем. Freischärlergruppen). Так как организация всё ещё представлялась как пропагандистская, основной целью Kampfgruppen изначально также была пропаганда. Такие группы отправлялись в тыл вермахта в сопровождении солдат РККА, где они должны были после установления связи с советскими партизанами заниматься пропагандой NKFD и создавать ячейки организации в вермахте для организованной сдачи в плен, также занимаясь диверсиями. Группам выдавалось лёгкое оружие, но они должны были избегать вооружённой борьбы; для своих целей они были оснащены поддельными документами и портативными печатными станками. После того как первая такая группа была высажена северо-востоку от Пскова в декабре 1943 года, командование РККА запросило возложение на эти формирования функции разведки.
В течение 1944 года, параллельно с отправкой подобных формирований в Восточную Пруссию для провальных попыток создать массовое антифашистское движение, боевые группы отправлялись в тыл для пропаганды, разведки, по возможности взятия некоторых солдат в плен и диверсий. Изначально им ставились чисто пропагандистские задачи, а в боевых действиях они принимали участие из-за невозможности выполнить данные задачи, и таким образом присоединялись к советским партизанам или прикреплялись к РККА: так, после провала пропагандистской акции группа была прикреплена к 90-й стрелковой дивизии и вела пропаганду, нарушала линии связи вермахта и подрывала мосты, вела разведку и добывала документы солдат вермахта, в ряде случаев с участием советских разведчиков. В дальнейшем при отправке перед ними прямо стали ставить подобные задачи: так, в число задач одной из групп входили подрывы железной дороги Валга — Валмиера в нескольких местах.

#### Партизаны в Восточной Пруссии
Из-за ограниченных возможностей сотрудники из числа пленных офицеров начинали сомневаться в эффективности своей работы, и власть над организацией стала постепенно переходить членам КПГ. В январе 1944 года председатель NKFD Эрих Вайнерт объявил о «второй стадии» движения, и что организовать её необходимо «на максимально широкой» социальной базе. Пик заявил: «Бессмысленно ожидать, что в Германии появится военный или промышленный лидер, который остановит Гитлера на этом последнем этапе его преступной карьеры... Поэтому мы должны создать силы, которые должны спасти Германию, из немецкого народа — из рабочих, крестьян, интеллигенции. Мы должны мобилизовать и организовать борьбу со стороны немецкого народа». Боевые группы, таким образом, должны были стать организаторами массового партизанского движения в Германии, «завоевать народное признание как борцы за новую, свободную Германию»; такая борьба бы изобразила и народную поддержку советского вторжения в Третий Рейх. Близким к наступающей Красной армии была Восточная Пруссия, и организаторы движения надеялись на «исторические традиции» и опыт войны против Франции в союзе с Россией. Однако ставка на «исторические традиции» была неудачной, так как у Восточной Пруссии было много других «традиций»: это был крайне консервативный и националистический регион, что делало его едва ли не наихудшим местом для развёртывания партизанского движения, о чём говорили и военнопленные на допросах. Зная это, руководители организации всё равно поддержали план. Попытка создать массовое движение обернулась полным крахом: местные не только не поддержали партизан, но и максимально содействовали властям в борьбе с ними. В начале 1945 года руководители КПГ не оставляли надежд на развёртывание движения в Восточной Пруссии и продолжали отправлять партизан и только в марте открыто признали поражение.
Хотя попытка создать партизанское движение провалилась, в Кёльне возникла независимая группа NKFD, которая участвовала в подпольной деятельности осенью и зимой 1944-1945 годов. Несколько сотен немецких военнопленных в США и Великобритании, некоторые из которых присоединились к движению Freies Deutschland, помогли западным союзникам организовать несколько партизанских и контрпартизанских отрядов, подготовленных для парашютного десантирования в Альпах. Одна из таких операций под кодовым названием Homespun была пресечена Зипо в апреле 1945 года. По всей видимости, в Западной и Южной Германии условия для подпольной работы были удобнее, чем в Восточной Пруссии.

#### На фронте

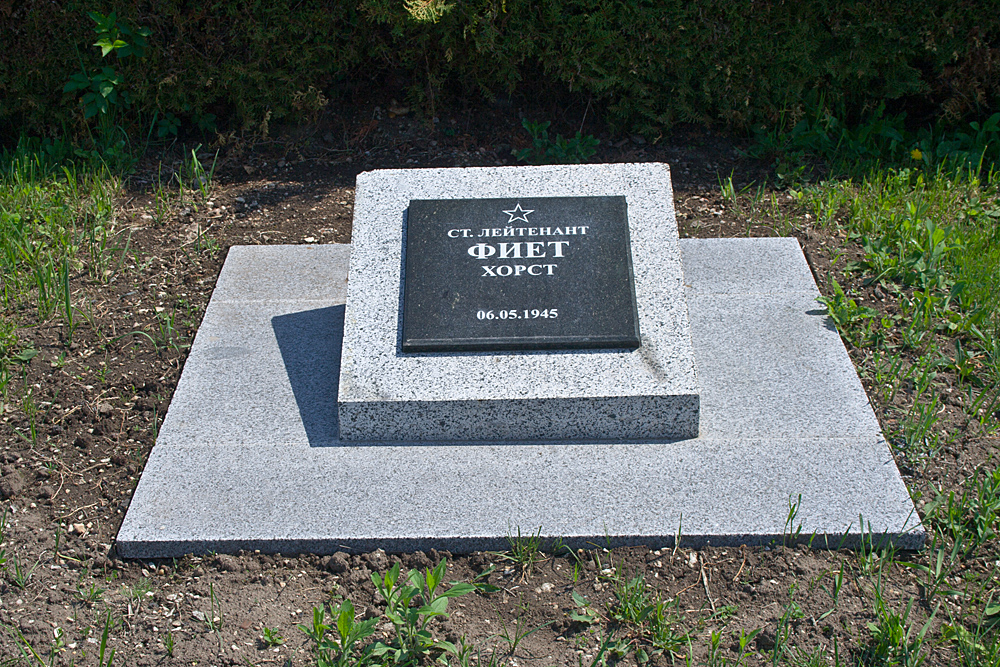
Могила Фиет, Хорст, члена Боевой группы NKFD, погибшего в боях с нацистскими войсками при осаде Бреслау

Провал попытки развернуть массовое движение определил дальнейшую работу Боевых групп: решено было их отправлять как диверсионно-разведывательные отряды, что одновременно делало их полезными Красной армии и при этом не требовало народной поддержки; хотя руководители как из числа пленных офицеров, так и из КПГ, не проявляли энтузиазма в отношении такой работы, влияние обеих фракций руководства NKFD на советское руководство к 1945 году свелась к минимуму. Несмотря на разочарование в попытке свергнуть Гитлера силами самих немцев, антифашисты из числа военнопленных продолжили вступать в Боевые группы. В последние четыре месяца войны они отправлялись на фронт и прямо участвовали в операциях РККА: известно, например, об их действиях при осаде Бреслау, Курляндском котле и Восточно-Прусской операции. В начале 1945 года боевым группам было разрешено формировать роты. Занимаясь разведкой, они также проникали в очаги сопротивления нацистских войск как заблудившиеся или сбежавшие из советского плена солдаты и затем разоружали соотечественников и сдавали в плен Красной армии. Не все такие операции были одинаково удачными: в Бреслау, например, они успешно разоружили часовых и ликвидировали командование СС, но основные задачи выполнить не смогли. Но успешными были действия в Кёнигсберге: 

...трудно определить, кто эти перебежчики — то ли честные немецкие солдаты, совершившие смелый побег из плена, то ли предатели, состоявшие на службе у русских. Так, например, в конце марта... появилась довольно большая группа солдат в немецкой форме. Они сказали, что бежали из плена и потребовали отвести их на командный пункт роты. Часовой, думая что так оно и есть, показал им дорогу. Войдя в бункер командира роты, они вытащили припрятанные у них пистолеты-пулеметы и открыли огонь. Наступило замешательство, используя которое они захватили около 20 солдат и сумели уйти с ними на русскую сторону. <...> Видно, борьба потеряла смысл, если немцы воевали против немцев.— Отто Ляш. Так пал Кёнигсберг
В отношении членов NKFD на фронте нацистами использовалось прозвище Seydlitz-Truppen, связанное с широко распространённым в Германии мифом о существовании у NKFD полноценного военного подразделения, «армии Зейдлица»; об этом мифе знал и лично Гитлер, надеявшийся использовать его для разлада между союзниками. Однако руководство Третьего Рейха и его вооружённых формирований использовало Seydlitz-Truppen прежде всего по отношению к подозрительным офицерам, которые появлялись на фронте и отдавали ложные приказы, таким образом дезорганизуя армию. В воспоминаниях и рассказах немцев о войне Seydlitz-Truppen называются обычно подозрительные офицеры в чистых формах, дающие ложные приказы, однако во множестве воспоминаний под этим названием также фигурируют немцы в форме вермахта, якобы прямо воевавшие против Третьего Рейха на стороне Красной армии в самом конце войны; известных документов, подтверждающих участие немецких добровольцев на стороне РККА в Берлинской операции, нет.

#### В других странах

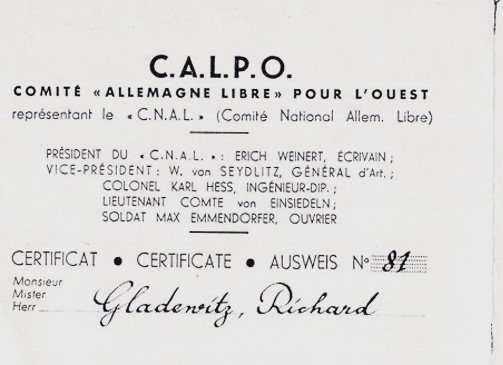
Удостоверение члена Комитет «Свободная Германия» для Запада (CALPO), на котором CALPO назван «представителем» NKFD

Под влиянием NKFD в рамках движения «Свободная Германия» организации со словами «комитет» и «Свободная Германия» в названии создавались и в других странах. Среди наиболее известных — Антифашистский комитет «Свободная Германия», созданный в оккупированной нацистами Греции и Комитет «Свободная Германия» для Запада, объявлявший себя французской ветвью NKFD, созданный в оккупированной Франции. В отличие от организации в СССР, составленной прежде всего из военнопленных, организацию в Греции составляли дезертиры, добровольно перешедшие на сторону партизан, что в определённой степени объясняется использованием при нацистской оккупации Греции большого числа «штрафных батальонов 999».

## Отражение в культуре и искусстве
Участникам и событиям немецкого движения Сопротивления посвящены кинофильмы, они нашли отражение в изобразительном искусстве, поэзии, литературно-художественных и публицистических произведениях.

### Фильмы
- Фильмы «Болотные солдаты» и «Профессор Мамлок» (СССР, 1938).
- Фильм «Это произошло 20 июля» («Es geschah am 20. Juli», ФРГ, 1955) — о заговоре 20 июля 1944 года.
- Телесериал «Красные альпинисты» («Rote Bergsteiger», ГДР, 1967) — об антифашистской деятельности группы саксонских альпинистов, действовавшей в пограничной зоне между Германией и Чехословакией в 1933—1936 гг.
- Фильм «Белая роза» («Die Weiße Rose», ФРГ, 1982).
- Фильм «Сталинград» (СССР — США, 1989) — содержит эпизоды, повествующие о деятельности членов антифашистской разведывательной сети «Красная капелла», в частности, об одном из её лидеров Харро Шульце-Бойзене.
- Фильм "Операция «Валькирия» (США — Великобритания — Германия, 2008) — о заговоре 20 июля 1944 года.
- Телесериал «Фронт без пощады» («Front ohne Gnade», ГДР, 1984).
- Фильм «Список Шиндлера».
- Телесериал «Красная капелла» (РФ — Латвия, 2004) — посвящённый деятельности разведывательной сети Сопротивления и ГРУ ГШ РККА в Западной Европе.
- Фильм-трагикомедия «Кролик Джоджо» («Jojo Rabbit», США — Новая Зеландия — Чехия, 2019) — одна из героинь распространяет по вымышленному городу Фалькенхайм листовки с антинацистским лозунгом «Befreit Deutschland – Bekämpft die Partei» (с нем. — «Освободи Германию — борись с Партией»).